# 샬토 코플리
샬토 코플리(Sharlto Copley, 1973년 11월 27일 ~ )는 남아프리카 공화국의 배우이다.

## 출연 작품

### 영화
- 디스트릭트9
- 라스트 데이스 오브 아메리칸 크라임 - 윌리엄 쇼어 역
- 채피 - 채피 역
- 하드코어 헨리 - 지미 역 (총괄 프로듀서, 주연)
- 프리 파이어 - 버논 역
- 더 홀라스 - 론 역
- 그링고 - 미치 러스크 역
- 비스트 - 마틴 배틀스 역

### 드라마
- 파워스 시즌 1(PSN)
- 파워스 시즌 2(PSN)